# Zhuhai
Zhuhai (cinese semplificato: 珠海; letteralmente: "Mare delle Perle") è una città della provincia meridionale costiera del Guangdong nella Repubblica Popolare Cinese.
La popolazione nel 2002 contava 1,23 milioni di abitanti, di cui 0,79 milioni residenti permanenti.

## Geografia fisica
La città di Zhuhai si trova nell'area del delta del Fiume delle Perle e confina a sud con la regione amministrativa speciale di Macao.
È localizzata a 140 km a sud-ovest di Canton e occupa una superficie di 7.649 km². Il territorio della città conta 146 isole.

## Geografia antropica

### Suddivisioni amministrative
Zhuhai è diventata contea nel 1953 e nel 1979 una città con status di prefettura.
Amministra i seguenti distretti:
- distretto di Doumen
- distretto di Jinwan
- distretto di Xiangzhou (area centrale urbana della città di Zhuhai)

## Economia
Zhuhai è una delle prime zone economiche speciali create negli anni ottanta del secolo scorso nella Repubblica Popolare Cinese.
Il PIL pro capite ammontava a 66551 renminbi nel 2003, il terzo PIL pro capite più elevato tra le 659 città cinesi.

## Infrastrutture e trasporti
L'aeroporto di Zhuhai (codice IATA: ZUH) si trova nel distretto di Doumen.
Zhuhai è collegata con le città di Foshan e Canton tramite autostrade.
Il "Lotus Bridge", funzionante dal novembre 1999, collega Zhuhai a Macao e rappresenta un'importante infrastruttura per gli scambi economici tra le due città.
Dal 2018 è inoltre attivo il Ponte Hong Kong-Zhuhai-Macao che collega le tre città di Hong Kong, Zhuhai e Macao. Questo ponte è parte del piano per l'integrazione del delta del Fiume delle Perle.
La città di Zhuhai è dotata di due porti internazionali: Jiuzhou e Gaolan.
La compagnia Chu Kong Passenger Transport offre un servizio di collegamento marittimo tra la città di Zhuhai e Hong Kong.

## Varie
La città di Zhuhai ha ricevuto dalla Nazioni Unite il riconoscimento "The Best Model of International Residential Environment Improvement" per i miglioramenti nello spazio residenziale della città.
Il Nuovo Palazzo di Yuan Ming è un parco di 1,36 km² di cui 80.000 m² di lago. Il parco ricomprende una parziale ricostruzione del Vecchio Palazzo d'Estate di Pechino distrutto nel 1860 durante la Seconda Guerra dell'Oppio e mai più ricostruito sul sito originale.